# Silent Hill: Homecoming
Silent Hill: Homecoming ist ein Survival-Horror-Spiel, das von Double Helix Games entwickelt und von Konami veröffentlicht wurde. Es ist der sechste Silent-Hill-Teil.

## Handlung
Alex Shepherd ist ein 22-jähriger Kriegsveteran, der sich gerade von einer Kriegsverletzung in einem Militärkrankenhaus erholt. Als ihn die Vorahnung beschleicht, sein jüngerer Bruder Joshua könnte in Schwierigkeiten sein, kehrt er in seine neuenglische Heimatstadt Shepherd's Glen zurück, um nach ihm zu suchen. Er findet seine Mutter in einem nahezu katatonischen Zustand vor, sein Bruder und sein Vater sind spurlos verschwunden und über der Stadt liegt ein ungewöhnlich dichter Nebel.

## Spielprinzip
Das Spiel beinhaltet ein neues Kampfsystem, das dem Spieler ermöglicht, komplexere und offensive bzw. defensive Techniken anzuwenden. Begründet wird dies mit der militärischen Ausbildung, die Alex zuvor genossen hatte, was im Gegensatz zu den vorigen Teilen steht, in denen der Protagonist stets unvorbereitet in das Geschehen hineingeworfen wurde und folglich auch keine Kampferfahrung aufweisen konnte.

## Produktion
Die Entwicklung des fünften Teils wurde an das amerikanische Studio Foundation 9 Entertainment, das aus einer Zusammenarbeit von The Collective und Backbone Entertainment hervorgegangen ist, abgegeben, womit das vormals japanische Team Silent keinen Einfluss mehr auf das Werk ausüben wird, was von vielen Fans der Serie kritisiert wird. Allerdings zeichnet der Produzent und Komponist Akira Yamaoka weiterhin für den Soundtrack verantwortlich.

## Veröffentlichung
Am 21. April 2008 kündigte Konami den fünften Teil Silent Hill: Homecoming an. Ende September 2008 erschien das Spiel für den amerikanischen Markt, der offizielle Europatermin war auf den 30. Oktober datiert. Aufgrund der hohen Gewaltdarstellung erhielt das Spiel in Deutschland keine Kennzeichnung von der USK. Auch das australische OFLC verweigerte die Einstufung, was in Australien einem Verkaufsverbot gleichkommt. Um einem Konflikt mit dem Jugendschutz aus dem Weg zu gehen, entschied Konami, eine zensierte Fassung für beide Länder anzufertigen. Aus diesem Grund wurde der europäische Veröffentlichungstermin auf den 26. Februar 2009 verlegt.
Am 31. Januar 2011 ließ das Amtsgericht Frankfurt am Main die bereits indizierte Originalfassung wegen Gewaltverherrlichung beschlagnahmen. Sie unterliegt somit einem Verbreitungsverbot und darf nicht mehr verkauft werden.

## Rezeption
Das Spiel bekam auf Metacritic durchschnittliche Bewertungen. Die PS3-Version bekam 71 von 100, 70 von 100 für die Xbox-360-Version und 64 von 100 für die PC-Version. Im Gegensatz dazu kommentierte Zero Punctuation, dass das Spiel ein Beispiel dafür sei, wie japanische Franchises durch die Verwestlichung heruntergestuft wurden, insbesondere in den unterschiedlichen Ansätzen, die unternommen wurden, um dem Spieler Angst einzujagen. Gelobt wurde die Grafik und die Umgebung, die als „fantastisch“ beschrieben wurde.